# Vaján
Vaján o Waján (en persa y en pastún: واخان‎, romanizado: vâxân y wāxān, respectivamente; en tayiko: Вахон, romanizado: vaxon) es un territorio montañoso de Afganistán, parte de las montañas Pamir y Karakoram, y un distrito de Badajshan. De escasa población se estima en 10 600 habitantes. La lengua habitual es el vají o wají, del grupo étnico conocido por el mismo nombre. También habitan la región nómades kirguises.

## Geografía

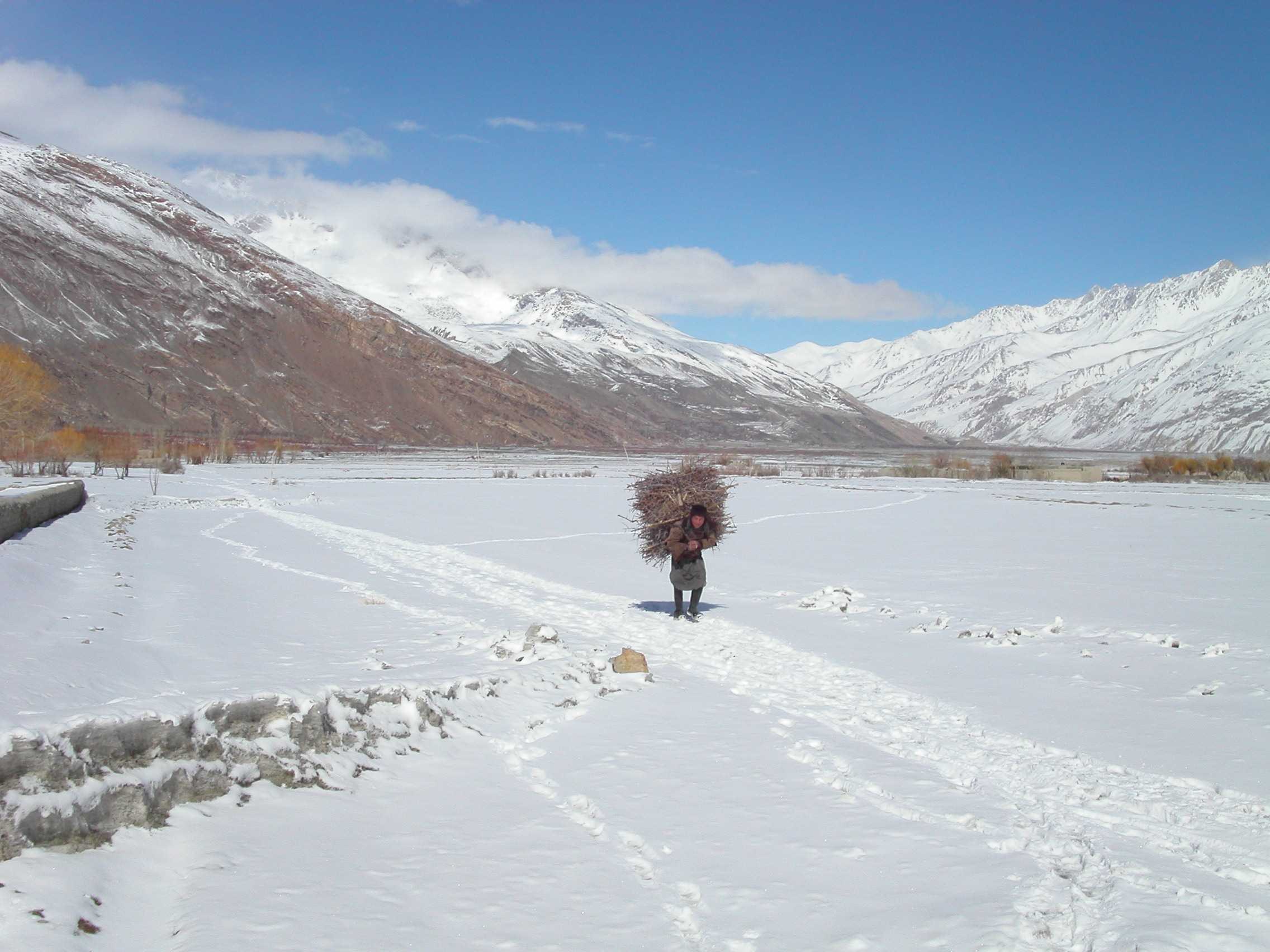
Imagen de Vaján.

En Vaján nace el Amu Daria (Oxus) y fue una antigua ruta de paso de los viajeros entre Badajsán y Tarim. Hasta 1883, Vaján incluía el valle completo del río Panj y el río Pamir, así como el flujo superior del río Panj conocido como río de Vaján. Un acuerdo de 1873 entre el Reino Unido y Rusia repartió el Vaján delimitando esferas de influencia para los dos países a los ríos de Panj y Pamir, y un acuerdo entre Gran Bretaña y Afganistán en 1893 confirmaba la nueva frontera. Desde entonces, el nombre de «Vaján» es referido generalmente al sur de los dos ríos, en la parte afgana. La parte norteña del Vaján histórica es ahora parte de la Provincia Autónoma de Gorno-Badajshán en el Tayikistán.
La única carretera a Vaján es una pista desde Ishkashim, pasado Qila-e Panja, hasta Sarhad-e Broghil. Lleva al final de la carretera al paso de Wakhjir, un puerto de montaña en China que está cerrado para viajeros.
La parte occidental del Vaján, entre Ishkashim y el Qila-e Panja, se conoce como Bajo Vaján, e incluye el valle del río Panj. Los valles de Riu Waján, Río Pamir y sus afluentes y las tierras entre ellas son conocidas como Alto Waján.
El extremo oriental del Alto Waján se denomina Pamir Knot, el área donde las montañas del Himalaya, Tian Shan, Karakórum, Kunlun y las sierras de Hindú Kush se encuentran. El Oeste del Pamir Knot es el Pequeño Pamir, un valle con hierba de 100 km y 10 km de ancho que contiene el lago Chaqmaqtin y el nacimiento del Aksu o río Murghab. Al final oriental del Pequeño Pamir está el Valle Tegermansu, desde donde el Paso Tegermansu cerrado (4827 metros) conduce a China. El Grande Pamir o Big Pamir, un valle largo de 60 km al sur de Zorkol, regado por el río Pamir está situado al noroeste del Pequeño Pamir.
La cordillera que divide los dos Pamirs se conoce como la Cordillera de Nicolau. Al oeste de la cordillera de Nicolau, entre Grande Pamir y el valle más bajo del río Vaján se encuentra la cordillera de Vaján , que culmina en el Koh-e Pamir (6320 metros).